# Vaccinium blepharocalyx
Vaccinium blepharocalyx är en ljungväxtart som beskrevs av Schlechter. Vaccinium blepharocalyx ingår i Blåbärssläktet, och familjen ljungväxter. Inga underarter finns listade i Catalogue of Life.